# Música d'Itàlia

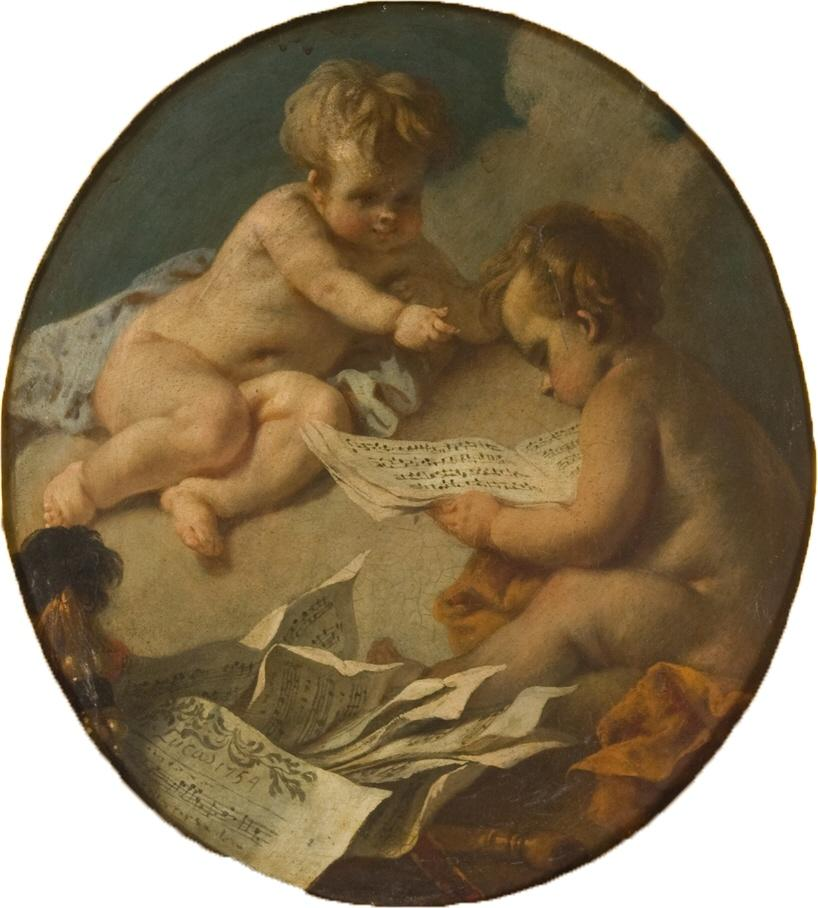
Al·legoria de la música

La música d'Itàlia abasta un ampli espectre d'òpera i música instrumental, els estils tradicionals de cada regió del país, i un conjunt de música popular i romàntica basada tant en fonts natives com estrangeres.
La música ha estat tradicionalment una de les característiques culturals de la identitat ètnica i nacional d'Itàlia, i manté un lloc rellevant en la societat i la política del país. Les innovacions a l'escala, l'harmonia, la notació i la música teatral, van produir el desenvolupament de l'òpera a la fi del segle xvi així com molta de la música clàssica europea, incloent-hi la simfonia i el concert.
Al cas particular de l'òpera, ha de ressaltar-se que constitueix part fonamental de la cultura musical italiana, amb influències que han assolit fortament a la música popular. La tradició de la cançó napolitana i del cantautor representen estils populars, que a més a més, formen part important de la indústria musical italiana, al costat de gèneres importats com ara el jazz, la música rock i el hip-hop.
La música folklòrica italiana és primordial a l'herència cultural del país, i abasta un ampli conjunt d'estils regionals, danses i instruments.

## Característiques
Tal com d'altres elements de la cultura italiana, la música és en general eclèctica. No van existir a la pràctica moviments proteccionistes per mantenir-la lliure d'influències foranes, a excepció potser del moviment feixista de la dècada de 1920. En conseqüència, la música italiana ha pres elements de les diverses cultures que van dominar o van influir al país, incloent-hi la música de les tribus germàniques, la música àrab, la música grega, la francesa i l'espanyola.
Les contribucions històriques del país al camp de la música formen part de l'orgull nacional. La relativament recent història d'Itàlia com a país unificat inclou el desenvolupament de la tradició operística difosa per tot el món. Fins i tot abans de la formació d'Itàlia com a nació, va ser bressol d'importants innovacions en qüestions com la notació musical i el cant gregorià.

### Identitat social
Itàlia té un fort sentit de la identitat nacional a través la cultura distintiva, un sentit de l'apreciació de la bellesa i emotivitat, que està fortament evidenciat a la música. Les qüestions culturals, polítiques i socials sovint també s'expressen mitjançant la música. Lleialtat a la música es teixeix de manera integral a la identitat social dels italians, però sense estil únic ha estat considerat com un «estil nacional» característic. La majoria de les músiques populars estan localitzades per a una petita regió o ciutat. És un llegat clàssic d'Itàlia, tanmateix, un punt important de la identitat del país, en particular l'òpera; peces operístiques tradicionals continuen sent una part popular de la música i un component integral de la identitat nacional. La producció musical continua estant caracteritzada per una gran diversitat i la independència creativa amb una rica varietat de tipus d'expressió.
Amb la creixent industrialització que es va accelerar durant el segle XX i XXI, la societat italiana es va traslladar gradualment d'una base agrícola a un centre urbà i industrial. Aquest canvi afebleix la cultura tradicional en moltes parts de la societat; un procés similar succeït a altres països europeus, però a diferència d'ells, Itàlia no va tenir gran iniciativa per preservar les músiques tradicionals. La immigració procedent de l'Àfrica del Nord, Àsia, i d'altres països europeus va donar lloc a una més gran diversificació de la música italiana. La música tradicional va arribar a existir només en petites parts, sobretot en el marc de campanyes específiques per retenir identitats musicals locals.

## Història

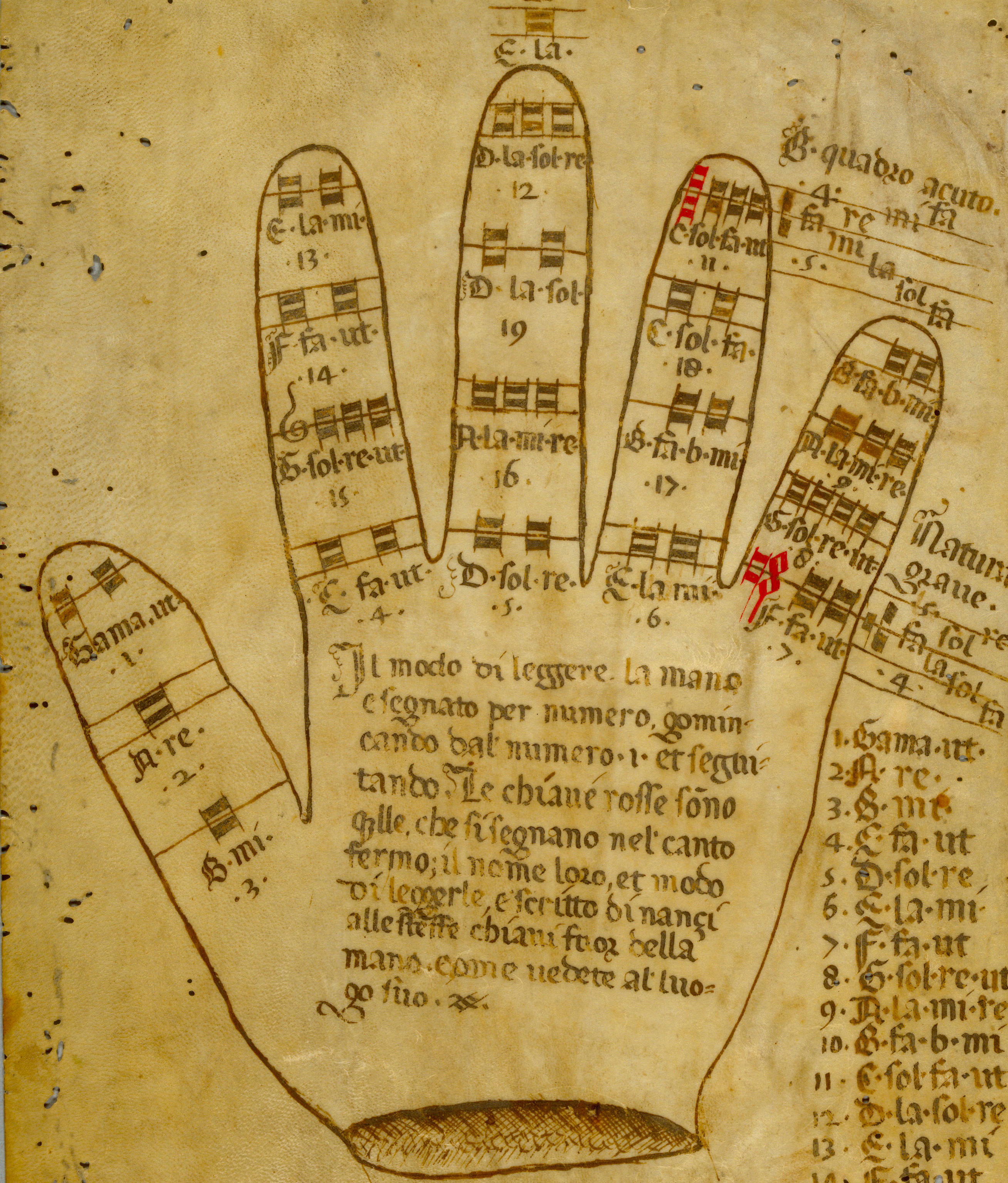
«Mà de Guido», manuscrit del, de Màntua (Oxford University MS Canon. Liturg. 216. f.168 recto)

Guido d'Arezzo, monjo benedictí, va inventar al segle xi un mètode de cant afegint els preceptes i regles dels seus predecessors i contemporanis. Els segles XIII, XIV, i XV van sobresortir pels seus treballs Marchetto de Pàdua de Beldamantis, els dos de Pàdua Franchino Gaffurius i Lodi, Giovanni Spataro de Bolonya i molts d'altres.
Al segle xvi les capelles de música del Papa i de les Corts d'Itàlia estaven poblades de cantants flamencs i picards. A tot Itàlia i encara a Roma es cantava música de compositors flamencs i francesos. Cap a finals del segle xvi, Itàlia va aparèixer sobre l'escena i va ocupar com veritable creadora del període melòdic el primer rang als canals de la música. Ottaviano Petrucci natural de Fossomblona, va inventar l'any 1503 a Venècia, els caràcters de la música i va imprimir en el mateix any algunes misses de l'espanyol Pedro de la Calle. Al mateix segle es van introduir algunes regles molt útils per a la modulació pels grans compositors Costanzo Porta i Claudio Monteverdi ajudats pels cèlebres Giovanni Pierluigi da Palestrina, l'abat Giovanni Matteo Asola de Verona, Giovanni Maria Nanino de Valerano i d'altres mestres. També pertany a aquesta època la fundació del conservatori tan nomenat de Nàpols i la invenció dels oratoris en música obra del piadós Felip Neri. En aquest segle es va inventar el fagot pel canonge Afranio de Pavia i es va fundar la Societat filharmònica de Verona. L'estructura del violí va ser molt perfeccionada durant el segle xvii pels Amatí de Cremona que després ha arribat al més alt grau de perfecció pels Stradivari també de Cremona. La primera Societat música de Bolonya va ser fundada el 1615 pel pare Adriano Banchieri i es va dir Societat dels Gloridi. El 1662 el mestre de capella Girolamo Giacobbi en va establir una altra sota el nom de Filomuso i el 1663 una tercera anomenada Filaschisi. Aquestes tres societats van ser absorbides per la Societat filharmònica o Acadèmia Filharmònica de Bolonya fundada el 1666 per Vincenzo Maria Carrati.

### Política
Música i la política han estat entrellaçades des de fa segles a Itàlia. A l'igual de moltes obres d'art del Renaixement italià van ser protegits per la reialesa i l'Església Catòlica Romana, la major part de la música va ser composta igualment sobre la base de la mencionada música cortesana, encàrrecs per a ocasions especials: la música per a les coronacions, pel naixement d'un hereu reial, marxes reials. Entre els músics més coneguts d'aquests casos va ser el compositor napolità Domenico Cimarosa, qui va realitzar l'himne republicà de l'efímera República Napolitana de 1799. Quan va caure la República, va ser jutjat per traïció junt amb altres revolucionaris. Cimarosa no va ser executat per la monarquia restaurada, però va ser exiliat.

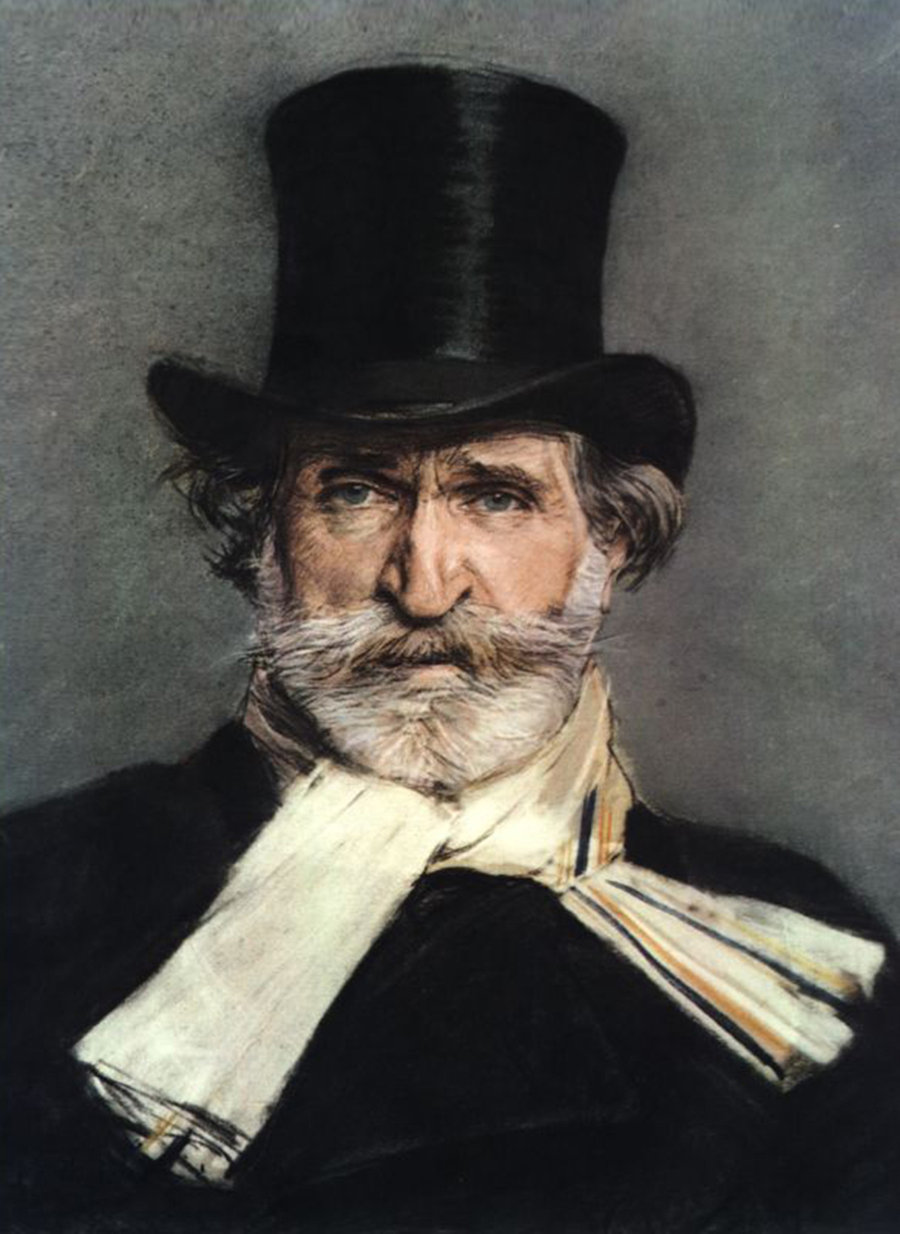
Giuseppe Verdi

La música també va tenir un paper en la unificació de la península. Durant aquest període, alguns líders van tractar d'usar la música per forjar una identitat cultural unificadora. Un exemple és el cor Va Pensiero de Giuseppe Verdi de l'òpera Nabucco. L'òpera tracta de l'antiga Babilònia, però el cor conté la frase «oh Pàtria meva», amb el pretext de la lluita dels israelians, però també en un velat esment al destí d'una Itàlia que encara no estava unida; tot el cor es va convertir en l'himne no oficial del Risorgimento, la unitat d'unificar Itàlia en el segle xix. Fins i tot el nom de Verdi era un sinònim de la unitat italiana, perquè «Verdi» podia llegir-se com un acrònim de Vittorio Emanuele Re d'Itàlia -Víctor Manuel rei d'Itàlia-, el monarca  savoià que finalment es va convertir en Víctor Manuel II, el primer rei de la Itàlia unificada. Per tant, «Viva Verdi» va ser un crit de guerra per als patriotes i, van aparèixer graffiti a Milà i d'altres ciutats en el que aleshores era part del territori Imperi Austrohongarès. Verdi va tenir problemes amb la censura abans de la unificació d'Itàlia. La seva òpera Un ballo in maschera va tenir per títol original de Gustau III i va ser presentat al Teatro San Carlo d'òpera a Nàpols, la capital del Regne de les Dues Sicílies, a la fi dels anys 1850. Els censors napolitans es van oposar a la trama realista sobre l'assassinat de Gustau III, rei de Suècia, en la dècada de 1790. També després que el tema va ser canviat, els censors napolitans encara ho van rebutjar.
Més tard, a l'era feixista dels anys 1920 i 30, es va produir la censura governamental encara que no de forma sistemàtica. Exemples destacats inclouen el famós «Manifest antimodernista» de 1932, i la prohibició per part de Mussolini de l'òpera de Gian Francesco Malipiero La Favola del figlio cambiato després d'una actuació el 1934. Els mitjans de comunicació de la música criticaven de vegades que es percebia una política radical o insuficient italiana. Impresos generals, com l'Enciclopedia Moderna Italiana, tendien a tractar els compositors tradicionalment afavorits, com ara Giacomo Puccini i Pietro Mascagni amb la mateixa brevetat com a compositors i músics que no eren tan modernistes afavorits com Alfredo Casella i Ferruccio Busoni; és a dir, entrades d'enciclopèdia de l'època eren meres llistes de fites de la seva carrera, com ara composicions i càrrecs docents mantinguts. També Arturo Toscanini, un opositor declarat del feixisme, s'hi posava ell mateix amb un tracte neutral i distant, sense cap menció de la seva actitud «antirègim».
Més recentment, a l'última part del segle xx, sobretot a partir de la dècada de 1970, la música es va involucrar encara més en la política italiana. Hi va haver un renaixement que va estimular l'interès per les tradicions populars, encapçalats per escriptors, col·leccionistes i artistes tradicionals. El dret polític a Itàlia, va veure reviure aquesta arrel amb menyspreu, com a producte de les «classes privilegiades». Va arribar a ésser associada amb l'oposició, i es va convertir en un vehicle per «a la protesta contra el capitalisme de lliure mercat». De manera similar, l'escena de la música clàssica d'avantguarda des de 1970, ha estat promoguda pel Partit Comunista Italià, un canvi que es remunta als anys 1968 de les revoltes i les protestes estudiantines.

## Música clàssica
Itàlia ha estat durant molt de temps un centre per a la música clàssica europea. A començaments del segle xx, la música clàssica italiana havia forjat un so nacional diferent que era decididament romàntic i melòdic. Com tipificat per les òperes de Verdi, que era la música en què ... les línies vocals sempre dominen el complex tonal i mai no es veuen opaques pels acompanyaments instrumentals..., la música clàssica italiana havia resistit el «monstre harmònic alemany», és a dir, les denses harmonies de Richard Wagner, Gustav Mahler i Richard Strauss. També tenia poc en comú amb la reacció francesa a qui Claude Debussy, d'impressionisme musical, s'abandonà, en què el desenvolupament melòdic sobre passi a la creació de l'estat d'ànim i l'atmosfera, a través dels sons d'acords individuals.
La nova música va abandonar gran part de les escoles històriques, va desenvolupar en l'àmbit nacional l'harmonia i la melodia a favor de la música experimental, l'atonalitat, el minimalisme i la música electrònica, tots aquests usos de sistemes s'han tornat comuns a la música europea en general i no específicament a Itàlia. Aquests canvis també han fet de la música clàssica menys accessibles a moltes persones. Importants compositors del període inclouen: Ottorino Respighi, Ferruccio Busoni, Alfredo Casella, Gian Francesco Malipiero, Franco Alfano, Bruno Maderna, Luciano Berio, Luigi Nono, Sylvano Bussotti, Salvatore Sciarrino, Luigi Dallapiccola, Carlo Jachino, Gian Carlo Menotti, Jacopo Napoli, i Goffredo Petrassi.

### Òpera
| "Preludio Sinfonico" |
| |
| Música operística deGiacomo Puccini, interpretada per l'Orchestra Fulda Symphonic                                                                              |
| |
| Trois quintetti concertans (Three Wind Quintets) No. 1, moviment II: Larghetto cantabile                                                                       |
| |
| Compost per Giuseppe Cambini i interpretada pel Soni Ventorum Wind Quintet                                                                                     |
| |
| "Sì, pel ciel marmoreo giuro!" |
| |
| Enregistrament de populars cantants d'òpera italià Titta Ruffo i Enrico Caruso de l'any 1914 de l'Otello (Verdi)                                               |
| |
| O Mimì, tu più non torni |
| |
| Un enregistrament el 1907 amb Enrico Caruso com Rodolfo] i Antonio Scotti com Marcello de "O Mimì,tu più non torni" de l'acte IV de Giacomo Puccini La bohème. |
| |
| "Trio Sonata 11", moviment #3 |
| |
| Arcangelo Corelli, Barroc compositor i Violinista. |
| |

L'òpera es va originar a Itàlia al segle xvi durant el temps de la Camerata florentina. A través dels segles que van seguir, les tradicions de l'òpera van ser desenvolupades a Venècia i Nàpols; van sorgir les òperes de Claudio Monteverdi, Alessandro Scarlatti, i més tard, de Gioacchino Rossini, Vincenzo Bellini i Gaetano Donizetti. L'òpera ha mantingut la forma musical més estretament vinculada amb la música i la identitat italiana. Això va ser més evident al segle xix a través de les obres de Giuseppe Verdi, una icona de la cultura italiana. Itàlia va mantenir una tradició romàntica a l'òpera musical del segle xx, exemplificada pels compositors de l'anomenada Giovane Scuola, la música dels quals estava ancorada al segle anterior, incloent-hi Arrigo Boito, Ruggiero Leoncavallo, Pietro Mascagni, i Francesco Cilea. Giacomo Puccini, que era un compositor realista, va ser descrit per l'Encyclopaedia Britannica Online com l'home que «pràcticament va portar la història de l'òpera italiana a la seva fi".
Després de la Primera Guerra Mundial, l'òpera es va reduir a les populars dels segles XIX i XX. Les causes van ser el canvi cultural general lluny de romanticisme i la gran acceptació del cinema, que es va convertir en una important font d'entreteniment. Una tercera causa va ser que l'internacionalisme havia portat l'òpera italiana contemporània a un estat en què ja no era «italià». Aquesta va ser l'opinió d'almenys un destacat musicòleg i crític italià, Fausto Torrefranca, qui, en un pamflet de 1912, titulat Giacomo Puccini e l'opera internazionale, va acusar Puccini de «mercantilisme» i d'haver abandonat les tradicions italianes. L'òpera romàntica tradicional va continuar sent popular; l'editor de l'òpera dominant al segle xx va ser la Casa Ricordi, que es va centrar gairebé exclusivament en les òperes populars fins a la dècada de 1930, quan la companyia va permetre compositors més inusuals amb menys atractiu general. L'apogeu de les relativament noves editorials com Carisch i Suvini Zerboni també va ajudar a impulsar la diversificació de l'òpera italiana. L'òpera continua sent una part important de la cultura italiana; renovellat el seu interès a la dècada de 1980 pels sectors de la societat italiana. Compositors respectats d'aquesta època són el conegut Aldo Clementi, i els companys més joves com a Marco Tutino i Lorenzo Ferrero.

### Música sacra
Itàlia, estant una de les nacions seminals del catolicisme, té una llarga història de la música per a l'Església Catòlica Romana. Fins aproximadament l'any 1800, era possible sentir encara el cant gregorià i la polifonia del renaixement, com la música de Giovanni Pierluigi da Palestrina, Orlando di Lasso o dels germans Felice Anerio i Francesco Giovanni Anerio. Aproximadament del 1800 al 1900 va ser un segle durant el qual un tipus més popular d'òpera, i de música d'església es va escoltar, amb exclusió del cant i la polifonia esmentada. A la fi del segle xix, el Cecilianisme va ser iniciat pels músics i teòrics que van lluitar per restaurar aquesta música. Aquest moviment va guanyar ímpetu no només a Itàlia, hi va rebre un impuls significatiu a Ratisbona a Alemanya. El moviment va assolir el seu cim el 1900 amb el representant més prestigiós i influent Lorenzo Perosi, i el seu aficionat, el papa Pius X. L'arribada del Concili Vaticà II, gairebé va esborrar tota la música en llengua llatina de l'Església, per a una vegada més substituir-la per un estil més popular.

### Música instrumental
El predomini de l'òpera a la música italiana tendeix a eclipsar l'important àmbit de la música instrumental. Històricament, aquest tipus de música inclou l'àmplia gamma de la música instrumental religiosa, concerts instrumentals i música d'orquestra en les obres d'Andrea Gabrieli, Giovanni Gabrieli, Girolamo Frescobaldi, Tomaso Albinoni, Arcangelo Corelli, Antonio Vivaldi, Domenico Scarlatti, Luigi Boccherini, Muzio Clementi, Luigi Cherubini, Giovanni Battista Viotti i Niccolò Paganini.
Al segle xx, la música instrumental va començar a créixer en importància, un procés que es va formar al voltant de 1904 amb Giuseppe Martucci, en l'obra Segona Simfonia, que Gian Francesco Malipiero va anomenar com el punt de partida del renaixement no operístic de la música italiana. Diversos compositors d'aquesta època, com Leone Sinigaglia, van utilitzar tradicions folklòriques natives.
També aquest segle està marcat per la presència d'un grup de compositors anomenat Dell'ottanta generazione (generació de 1880), incloent Franco Alfano, Alfredo Casella, Gian Francesco Malipiero, Ildebrando Pizzetti i Ottorino Respighi. Aquests compositors acostumaven a concentrar-se en l'escriptura d'obres instrumentals, en lloc de l'òpera. Els membres d'aquesta generació van ser les figures dominants a la música italiana després de la mort de Puccini el 1924.
Les noves organitzacions van sorgir per promoure la música italiana, com el Festival de Venècia de la Música Contemporània i el Maggio Musicale Fiorentino. La fundació Guido Gatti de la revista il Piano i després La rassegna musicale també van ajudar a promoure una visió més àmplia de la música que la que permetia el clima polític i social. La majoria dels italians, tanmateix, prefierían peces més tradicionals i van establir normes, i solament una petita audiència cercaven nous estils de la música clàssica experimental. També cal esmentar intèrprets importants com Niccolò Paganini, Arturo Benedetti Michelangeli, Salvatore Accardo, Maurizio Pollini, Aldo Ciccolini, Severino Gazzelloni, Arturo Toscanini, Ferruccio Busoni, Claudio Abbado, Carlo Maria Giulini i Riccardo Muti.

### La música experimental
La música experimental és un ampli camp, vagament definit que abasta músiques creades per l'abandonament dels conceptes clàssics tradicionals de la melodia i l'harmonia, i mitjançant l'ús de la nova tecnologia de l'electrònica per crear sons fins ara impossibles. A Itàlia, un dels primers de dedicar la seva atenció a la música experimental va ser Ferruccio Busoni, la seva publicació de l'any 1907, Esbós per a una nova estètica de la música, es va discutir l'ús de nous sons elèctrics i altres a la música futura. Va parlar de la seva insatisfacció amb la música tradicional.
| « | Hem dividit l'octava en dotze graus equidistants... i hem construït els nostres instruments de tal manera que mai podem estar per sobre o per sota o entre ells... nostres sentits ja no són capaços d'escoltar qualsevol cosa... però la natura ha creat una gradació «infinita-infinit!» | » |

Així mateix, Luigi Russolo, l'italià futurista pintor i compositor, va escriure sobre les possibilitats de la nova música en els seus manifests de l'any 1913 L'Art dels Sorolls i Música Futurista. Va inventar instruments com ara la construcció intonarumori, sobretot per la percussió, que es van utilitzar en un de l'estil conegut com a música concreta. Un dels esdeveniments més influents en la música de principis del segle xx va ser el retorn d'Alfredo Casella de França el 1915; Casella va fundar la Società Italiana di Musica Moderna (1919), que va promoure diversos compositors d'estils dispars, que anaven des de l'estil experimental al tradicional. Després d'un debat sobre el valor de la música experimental el 1923, Casella va formar la Corporazione delle Nuove Musiche per promoure aquesta música.

### Música clàssica a la societat
La música clàssica italiana va créixer gradualment més experimental i progressiva a la meitat del segle xx, mentre que els gusts populars han tendit a continuar amb els compositors i les seves obres ben establertes del passat. El programa de 2004 a 2005 del Teatre San Carlo de Nàpols és típica de la Itàlia moderna: de les vuit òperes representades, la més recent va ser una de Puccini. A la música simfònica, dels 26 compositors escollits, 21 d'ells eren del segle xix o abans, compositors que utilitzen les melodies i harmonies pròpies de l'època romàntica. Aquest enfocament és comú a altres tradicions europees, i es coneix com el postmodernisme, una escola de pensament que es basa en conceptes harmònics i melòdics anteriors a les concepcions de l'atonalitat i la dissonància.
Unes obres recents s'han convertit en part del repertori modern, incloent partitures i obres de teatre d'autors com Luciano Berio, Luigi Nono, Franco Donatoni i Sylvano Bussotti. Aquests compositors no són part d'una escola o tradició distinta, encara que sí que comparteixen unes certes tècniques i influències. Per la dècada de 1970, la música d'avantguarda clàssica havia vinculat al Partit Comunista Italià, mentre que un renaixement de l'interès popular va continuar a la dècada següent, amb les fundacions, festivals i organització creada per promoure la música moderna. A prop del final del segle xx, el patrocini del govern a les institucions musicals va començar a declinar, i diversos cors i orquestres de les ciutats estaven tancats.

## Música folklòrica

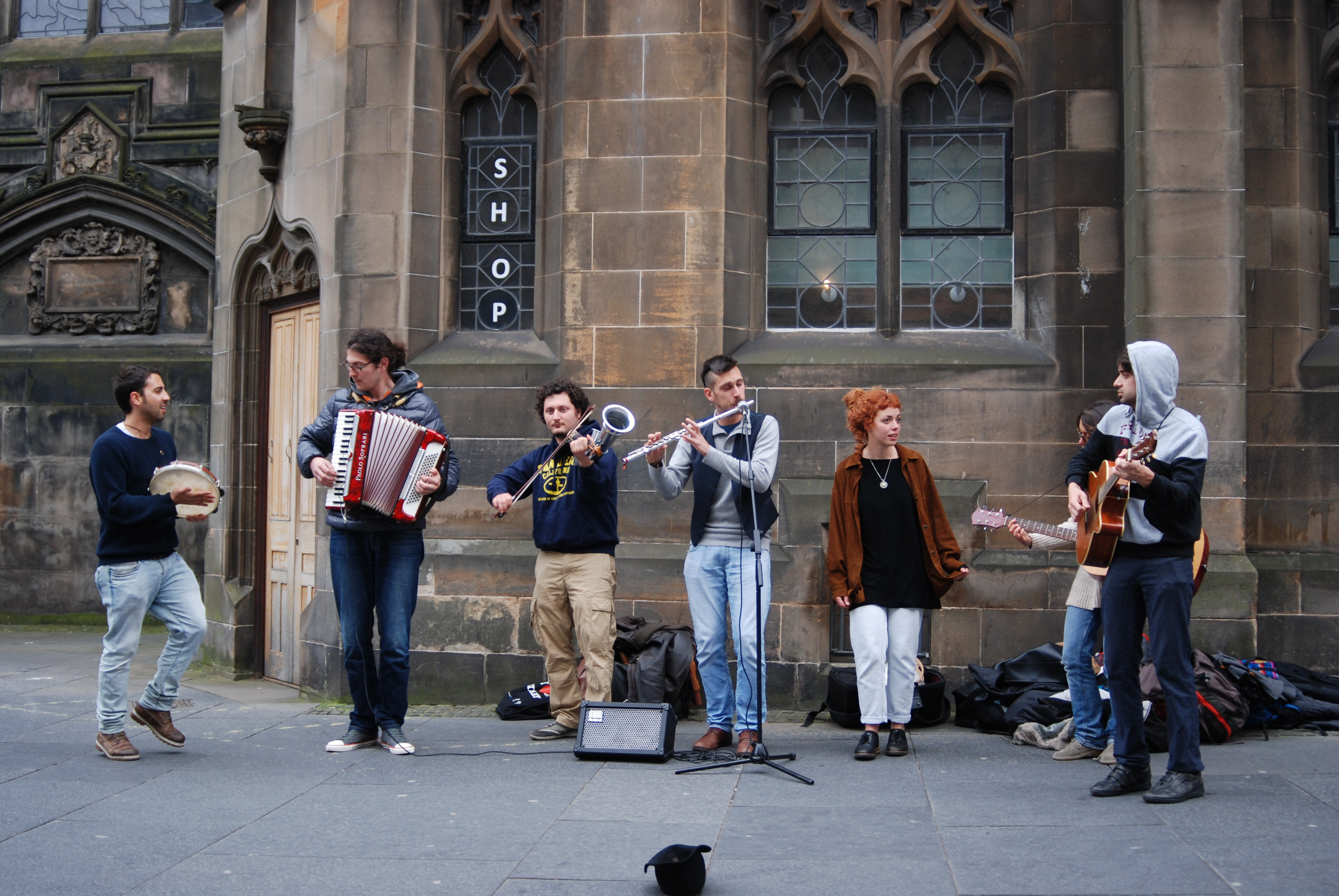
Actuació de músics folklòrics italians a Edimburg

La música popular italiana té una història profunda i complexa. A causa de la unificació nacional va arribar tard a la península italiana, la música tradicional dels seus molts centenars de cultures no representen cap caràcter nacional homogeni. Més aviat, cada regió i comunitat posseeix una tradició musical única que reflecteix la història, la llengua i la composició ètnica d'aquest lloc en particular.
Els estils populars italians són molt diversos i inclouen monofònics, polifònics i cants religiosos,  coral, música instrumental i vocal. El cant coral i les formes de cançons polifòniques es troben principalment al nord d'Itàlia, mentre que al sud de Nàpols, el més comú és cantar en solitari, i els grups acostumen a utilitzar el cant a l'uníson en dues o tres parts realitzades per un sol intèrpret. Al nord la balada-cant és sil·làbica, amb un tempo estricte i intel·ligibles lletres, mentre que els estils del sud utilitzen un tempo rubato, i un estil de vocal tensa. Els músics populars usen el dialecte de la seva pròpia tradició regional; amb rebuig de la llengua italiana a la cançó folklòrica. Hi ha poca percepció d'una tradició comuna popular italiana, i la música popularl del país mai no es va convertir en un símbol nacional.

### Regions
| "Son Soldato Fanteria"                                                            |
|                                                                                   |
| Una cançó de marxa Bersaglieri, enregistrada al nord de Califòrnia                |
|                                                                                   |
| "Napoli e Bello e Stinco"                                                         |
|                                                                                   |
| Una tarantel·la, cantada en dialecte napolità, enregistrada al nord de Califòrnia |
|                                                                                   |
| "La Tabacchera Mia"                                                               |
|                                                                                   |
| Una cançó italoamericà popular                                                    |
|                                                                                   |

La música folklòrica està de vegades dividida en diverses esferes d'influència geogràfica, un sistema de classificació és el de les tres regions, sud, centre i nord, proposta per Alan Lomax el 1956. Curt Sachs va proposar l'existència de dos tipus molt diferents de la música popular a Europa: continental i mediterrània, i d'altres autors han posat la zona de transició de la primera a la segona més o menys al centre-nord d'Itàlia, aproximadament entre Pesaro i La Spezia. Les parts del centre, nord i sud de la península comparteixen cadascuna unes certes característiques musicals, i cada una d'elles és diferent de la música de Sardenya.

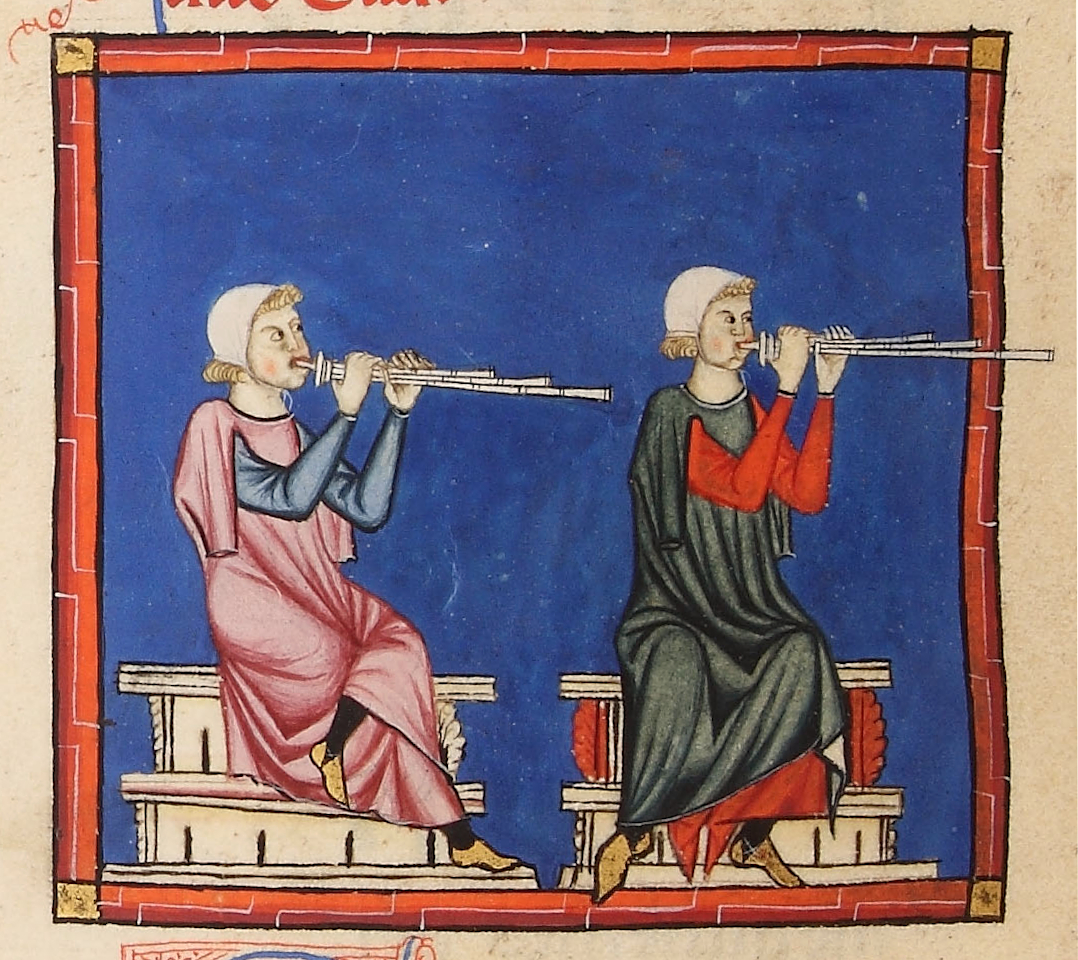
Launeddas en un document medieval

Les valls del Piemont i Ligúria en algunes comunitats del nord-oest d'Itàlia, la música conserva la forta influència de l'antiga Occitània. Les lletres dels trobadors occitans són algunes de les mostres més antigues conservades de la cançó vernacla, i bandes modernes com Gai saber i Lou Dalfin traten de preservar i contemporitzar aquesta música. La major part de les accions del nord d'Itàlia, amb les zones d'Europa més al nord hi ha l'interès per cantar la balada -anomenat «cant líric èpic» en italià- i el cant coral. També balades, usualment considerades com un vehicle per a una única veu es pot cantar en cors. A la província de Trento els «cors populars» són la forma més comuna de fer música.
La ciutat d'Apúlia a Tàrent és una de les llars de la tarantel·la, un ball rítmic àmpliament realitzat al sud d'Itàlia. La música d'Apúlia, en general, i la música de Salento, en particular, ha estat ben investigada i documentada pels etnomusicòlegs i per Aramirè. La música de l'illa de Sardenya és més coneguda pel cant polifònic dels tenors. El so dels tenors recorda les arrels del cant gregorià, i és similar però diferent del tralladero de la Ligúria. Instruments típics inclouen els launeddas, un «triplepipe sard» usat d'una manera sofisticada i complexa. Efisio Melis era un conegut mestre de launeddas, fou un dels grans intèrprets de la dècada de 1930.

### Instruments

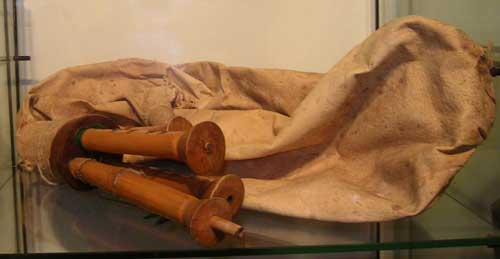
Zampogna, un instrument popular.

La instrumentació és una part integral de totes les facetes de la música tradicional italiana. Hi ha diversos instruments que conserven les antigues formes, fins i tot mentre que els models més nous s'han generalitzat a la resta d'Europa. Molts dels instruments italians estan lligats a uns certs rituals o celebracions, com la zampogna –semblant a la cornamusa o gaita–, per regla general solament per Nadal.
Els instruments folklòrics italians es poden dividir en tres categories, de corda, de vent i de percussió. Els més comuns inclouen l'organetto, un acordió estretament associat amb la dansa de la saltarello. L'organetto –diatònic– és més comú en el centre d'Itàlia, mentre que els acordions cromàtics prevalen al nord. Molts municipis tenen bandes de música, que aviven les seves arrels; aquests grups es basen en el clarinet, l'acordió, el violí i petits tambors, amb tocs de campanes.
Els instruments de vent tenen a Itàlia la més gran varietat en flautes populars. Aquestes inclouen les dolça, travesseres i les globulars o ocarines, així com diverses variacions de la flauta de pa. Les flautes dobles són les més comunes a Campània, Calàbria i Sicília. Una gerra de ceràmica anomenat quartara també s'utilitza com a instrument de vent, en bufar a través de l'obertura en el coll de l'ampolla estreta; es troba principalment el seu ús a l'est de Sicília i Campània.

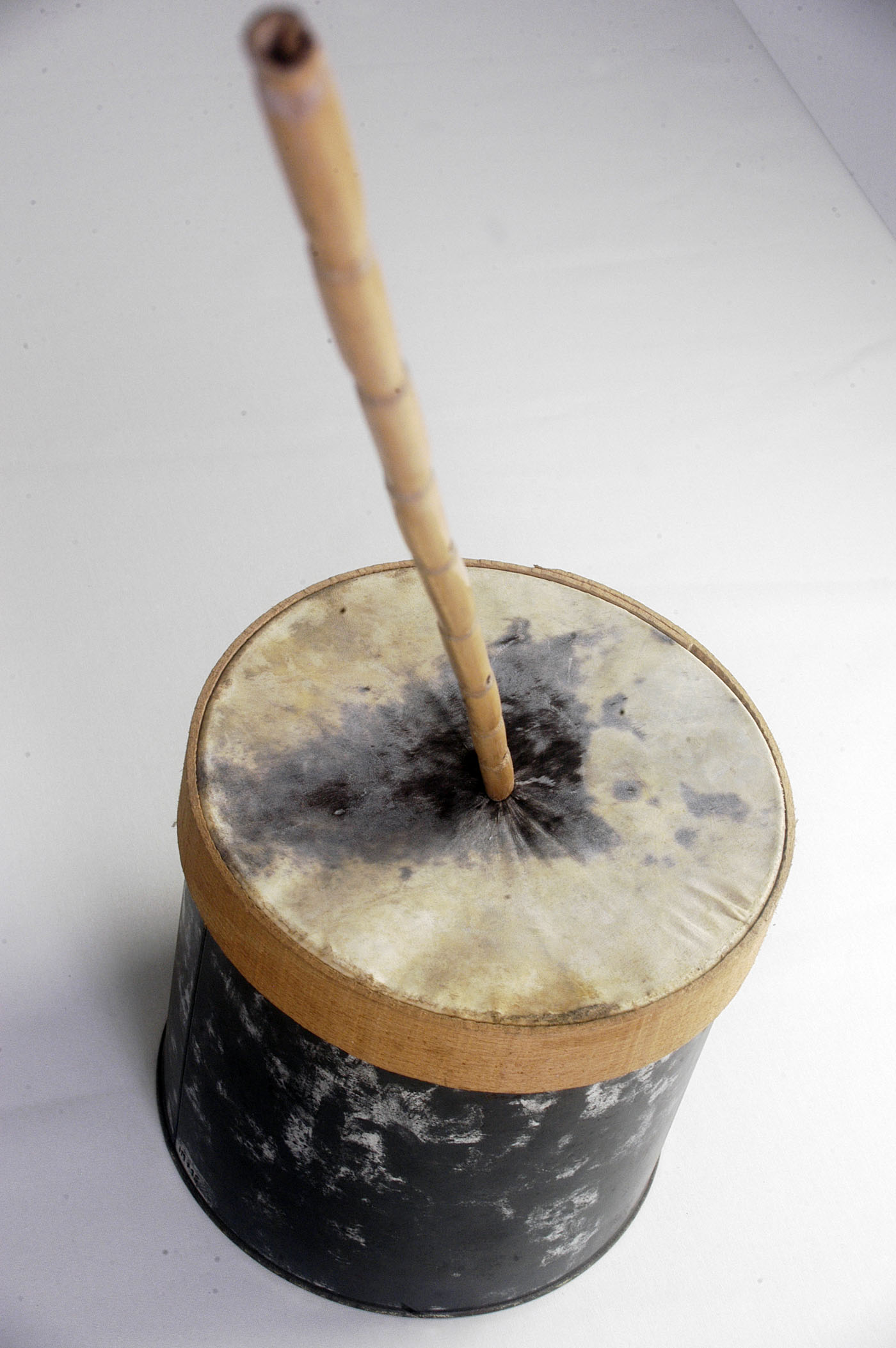
Pu-ti-pù

Nombrosos instruments de percussió formen part de la música popular italiana, inclosos els tacs de fusta, campanes, castanyoles, tambors. Diverses regions tenen la seva pròpia forma diferent de picarol, incloent el raganella sonall de roda i la calabresa conocchie, un moviment personal del pastor amb sonalls de llavors permanentment té un significat ritual de fertilitat. La triccaballacca napolità és el sotragueig, fet de diversos maces en un marc de fusta. Panderetes, igual que diversos tipus de tambors, com el tambor de fricció Putipù –semblant a la simbomba–. El scacciapensieri o arpa de boca, és un instrument distintiu, que solament es troba al nord d'Itàlia i Sicília.
Els instruments de corda són molt variables segons la localitat, amb cap prominent de representació nacional. Viggiano utilitza una tradicional arpa, que té una base històrica a Abruços, Laci i Calàbria. Només Calàbria, té 30 instruments musicals tradicionals, alguns dels quals amb característiques molt arcaiques i estan en gran part extintes en altres llocs d'Itàlia. També posseeixen guitarres de quatre o cinc cordes amb el nom de chitarra battente, i amb tres cordes una espècie de violí que anomenen lira, i que també es troba en formes similars a la música de Creta i el sud-est d'Europa. A un altre instrument de corda, un violí arcat, anomenat torototela, és el més comú al nord-est del país. L'àrea de parla alemanya sobre manera de Tirol del Sud és coneguda per la cítara i la viola de roda que també es troba a Emília, Piemont i Llombardia.

## Música popular
L'òpera del segle xix va formar part de la primera música popular d'Itàlia i ha tingut un efecte durador. Melodies d'òpera es propaguen a través de bandes de música i grups itinerants. La cançó napolitana tradicional es va convertir en una part de la música popular i va ser a partir del segle XX una imatge icònica de la música italiana a l'estranger.
Altres estils importats també s'han convertit en una part important de la música popular italiana, començant pel francès Cafè teatre a la dècada de 1890 i després de l'arribada del nord-americà de jazz a la dècada de 1910. Fins que el feixisme italià es va convertir oficialment en «al·lèrgic» a les influències estrangeres a la fi de 1930, la música de ball d'Amèrica i els músics eren molt populars; el gran músic de jazz Louis Armstrong va recórrer Itàlia en data tan tardana com 1935 amb gran èxit. A la dècada de 1950, els estils dels Estats Units es van fer més prominents, especialment el rock. El cantautor - compositor tradicional es va constituir en un important desenvolupament cap als anys 1960, mentre que l'escena del rock italià es va diversificar en progressiu, el punk, el funk i estils basats en la música popular.

### Estils importats
Durant la Belle Époque, la moda francesa de la realització de la música popular en] la cafè chantant es va estendre per tot Europa. La tradició tenia molt en comú amb el cabaret, i no existeix superposició entre cafè teatre, cafè-concert, cabaret, el vodevil i estils similars. Però almenys en la seva manifestació italiana, la tradició es va mantenir sobre manera apolítica, centrant-se en la música lleugera, sovint pujada de tò, però no obscena. La primera cafeteria chantant a Itàlia va ser el Salone Margherita, que va obrir les portes el 1890 a les instal·lacions de la nova Galleria Umberto a Nàpols.
La influència de les formes emergents dels Estats Units va ser molt forta des de la fi de la Segona Guerra Mundial. Luxoses obres-show de Broadway, amb grans bandes, continuen sent populars el rock and roll i el hip-hop. També és popular la música llatina, especialment brasilera de bossa nova, i el gènere porto-riqueny de reggaeton s'està convertint en una forma corrent de la música de ball. Ara no és estrany que els moderns artistes pop italians com Laura Pausini, Eros Ramazzotti Zucchero i Andrea Bocelli, actuïn en noves cançons en anglès o espanyol a més a més d'italià. Així, les revistes musicals, que són el típic estàndard de la televisió italiana, fàcilment poden anar, en una única nit, a partir d'un número de big-band amb ballarins imitant Elvis a una cantant de pop actual fent una interpretació d'una ària de Puccini. El jazz va trobar el seu camí a Europa durant la Primera Guerra Mundial a través de la presència de músics dels Estats Units en bandes militars con adaptaciones d'efectes musicals de síncope.
El hip-hop italià va estrenar escena a començaments de 1990 amb Articolo 31 de Milà, l'estil del qual va ser influït principalment pel rap de la Costa Est. Altres primers grups de hip hop van ser típicament orientats políticament, igual que 99 Posse, qui més tard va arribar a ésser més influït pel trip-hop britànic. Més recents són les agrupacions com La Fossa de l'illa de Sardenya, de l'adaptació del subgènere gangsta rap. Altres estils importats inclouen el techno, el trance i lamúsica electrònica realitzats per artistes com a Gabry Ponte, Eiffel 65 i Gigi D'Agostino.
El hip hop és especialment característic del sud d'Itàlia, un fet que alguns observadors, l'han acostat més cap al sud com més «africà» que «europeu», així com el concepte sud de respecte i l'honor, una forma justa verbal; tots dos fets han ajudat a identificar la música amb l'estil hip hop afroamericà. El popular cantant napolità, Massimo Ranieri també ha llançat un CD, Oggi o dimani, de cançó tradicional napolitana amb ritmes i instruments del nord de l'Àfrica.

## Ensenyament
Molts instituts d'educació superior ensenyen música a Itàlia. Al voltant de 75 conservatoris de música ofereixen una formació avançada per als futurs professionals de la música. També hi ha moltes escoles privades i tallers per a la construcció d'instruments i la seva reparació. Els estudiants de primària i secundària poden esperar, en general, a tenir una o dues hores setmanals d'ensenyament de la música, en cant coral i teoria bàsica de la música, encara que les oportunitats extracurriculars no són gaire freqüents.
Encara que la majoria de les universitats italianes tenen classes de matèries relacionades, com la història de la música, el rendiment no és en aquesta materia una característica comuna de l'educació universitària. Té un sistema especialitzat de les escoles secundàries; els estudiants poden escollir l'assistència per a classes d'humanitats, ciències, idiomes estrangers, però no la música ni l'art. Itàlia amb la recent reforma de l'ensenyament, té ambiciosos programes, per exposar als nens a més música. Una específica el Liceo musicale e coreutico (escola secundària de 2n nivell, per a edats de 14-15 a 18-19), indicada de manera explícita pels decrets de la llei. Aquest tipus d'escola encara no s'ha establert i no està operatiu. La xarxa de televisió estatal ha iniciat un programa per utilitzar la tecnologia de satèl·lits moderns i difondre la música coral en les escoles públiques.

### Beques
Beques en l'àmbit de recollida, conservació i catalogació és molt àmplia en tota mena de música. A Itàlia, com en altres llocs, aquestes tasques estan distribuïdes en una sèrie d'institucions i organitzacions. La majoria dels grans conservatoris de música mantenen departaments que supervisen la recerca relacionada amb les seves pròpies col·leccions. Aquesta mena de recerca està coordinadda a escala nacional i internacional a través d'Internet. Una institució important a Itàlia és IBIMUS, Istituto di Bibliografia Musicale, a Roma. Funciona amb altres organismes a nivell internacional a través de RISM, el Répertoire International des Sources Musicales, amb un inventari i un índex de material d'origen. Així mateix, la Discoteca di Stato (Arxiu Nacional de Gravacions), a Roma, fundada el 1928, posseeix la més gran col·lecció pública de música gravada a Itàlia amb uns 230.000 exemples de la música clàssica, la música popular, el jazz i el rock, gravada en tota mena de materials des de cilindres de cera de l'antiguitat, als mitjans electrònics més moderns.
L'estudi acadèmic de la música tradicional italiana va començar el 1850, amb un grup de filològics, van ser els primers etnògrafs que van estudiar l'impacte de la música en una identitat nacional panitaliana. Una identitat italiana unificada va començar a desenvolupar-se després de la integració política de la península el 1860. El focus en aquest moment era en el valor líric i literari de la música, en lloc de la instrumentació. Aquest enfocament es va mantenir fins principis de 1960. Dues revistes folklòriques van ajudar a fomentar el camp de l'estudi, la Rivista Italiana delle Tradizioni Popolari i Lares, fundades respectivament el 1894 i el 1912. Els primers grans estudis musicals van ser a les sardes launeddas el 1913-1914 per Mario Giulio Fara; la Sicilian music publicat el 1907 i 1921 per Alberto Favara i els estudis de la música d'Emília Romanya el 1941 per Francesco Balilla Pratella.
Els primers enregistraments de música tradicional italiana es van produir [a | en] la dècada de 1920, però van ser escasses fins a l'establiment del Centro Nazionale Studi di Musica Popolare a l'Accademia nazionale di Santa Cecilia a Roma. El Centre va patrocinar nombrosos viatges per a la recuperació de la cançó a través de la península, especialment a la part del sud i el centre d'Itàlia. Giorgio Nataletti va ser una figura clau al Centre, i també va fer nombrosos enregistraments. L'estudiós nord-americà Alan Lomax i l'italià, Diego Carpitella, van fer un estudi exhaustiu de la península el 1954. A començaments de la dècada de 1960, un renaixement popular va animar més estudis, especialment de les cultures musicals del nord, que molts investigadors havien assumit prèviament que havia mantingut poc de cultura popular. Els més destacats d'aquesta època inclouen Roberto Leydi, Ottavio Tiby i Leo Levi. Durant la dècada de 1970, Leydi i Carpitella van ser designats per ser els dos primers presidents de l'etnomusicologia en les universitats, amb Carpitella en la Universitat de Roma i Leydi en la Universitat de Bolonya. A la dècada de 1980, els especialistes italians van començar centrant-se menys en fer enregistraments, i més en l'estudi i síntesi de la informació que tenien recopilada. Altres es van dedicar a la música italiana dels Estats Units i d'Austràlia, i les músiques populars dels immigrants nou-vinguts a Itàlia.

## Indústria
Un informe recent de l'economia mostra que la indústria de la música a Itàlia va recaptar 2300 milions d'euros l'any 2004. Aquesta suma es refereix a la venda de CDs, música electrònica, instruments musicals, i la venda d'entrades per a espectacles; que representa un creixement del 4,35% de l'any 2003. La venda real d'àlbums de música s'ha reduït lleugerament, però s'ha produït un augment compensatori de la música de pagament digital descarregada en llocs aprovats per la indústria. A manera de comparació, la indústria discogràfica italiana ocupa el vuitè lloc en el món; els italians posseeixen 0,7 àlbums de música per habitant en comparació amb els Estats Units, que ocupa el primer lloc amb el 2.7. L'informe cita un augment del 20% el 2004 respecte de 2003 en concepte de royaltis pagats.